# Castrol
Castrol (pronunciado Cástrol), es una marca británica de lubricantes vehiculares e industriales. La Wakefield Oil Company comenzó a utilizar la marca Castrol en 1909, en referencia a la utilización de aceite de ricino (castor oil en inglés). En 1966, Burmah Oil compró a la empresa, pasando a denominarse Burmah-Castrol. La British Petroleum (BP Oil) compró dicha firma en el año 2000, aunque sus inicios datan de 1886

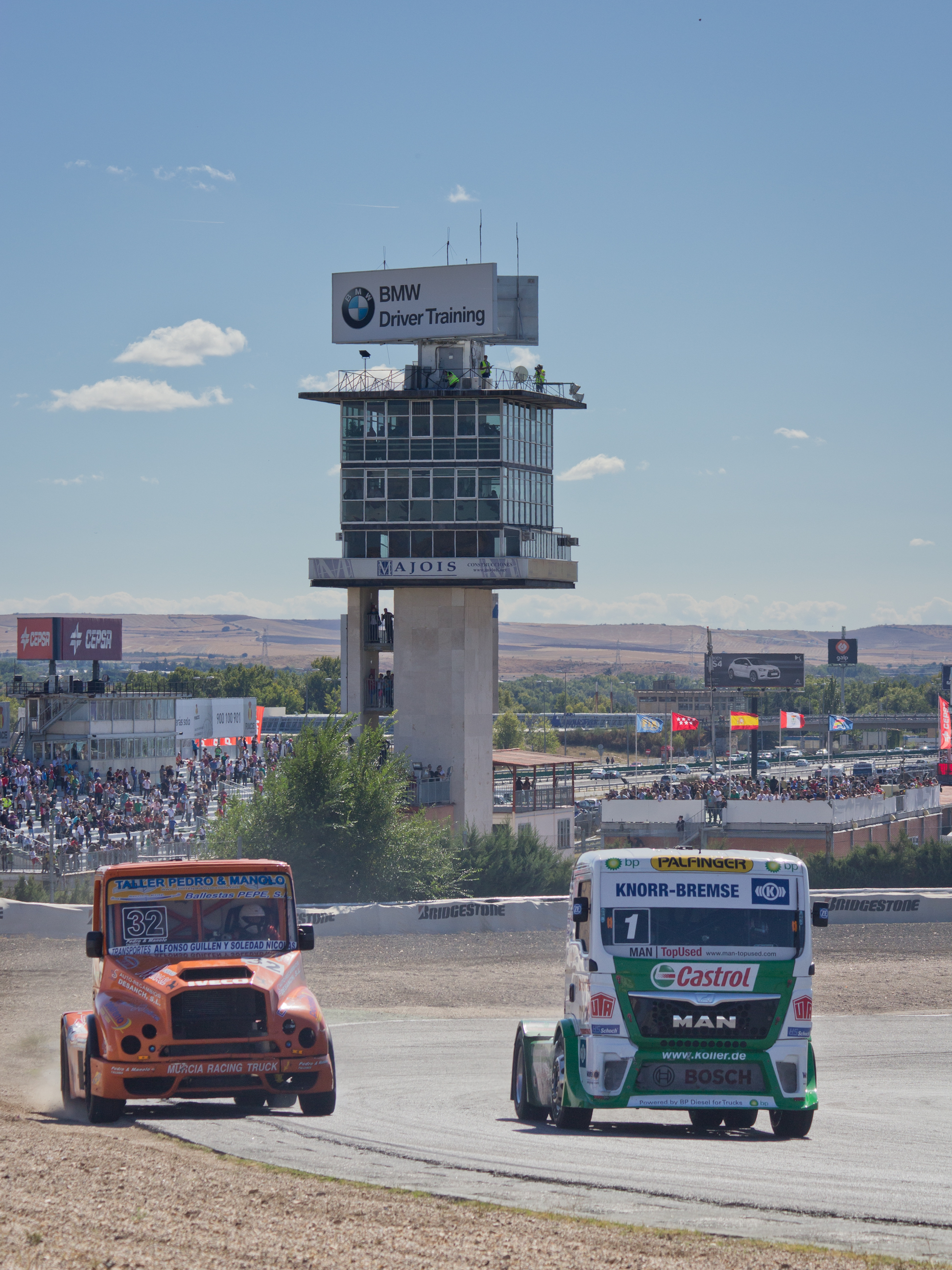
Jochen Hahn (derecha) conduciendo un MAN patrocinado por Castrol en el GP Camión de España del ETRC 2013.

## Deporte motor

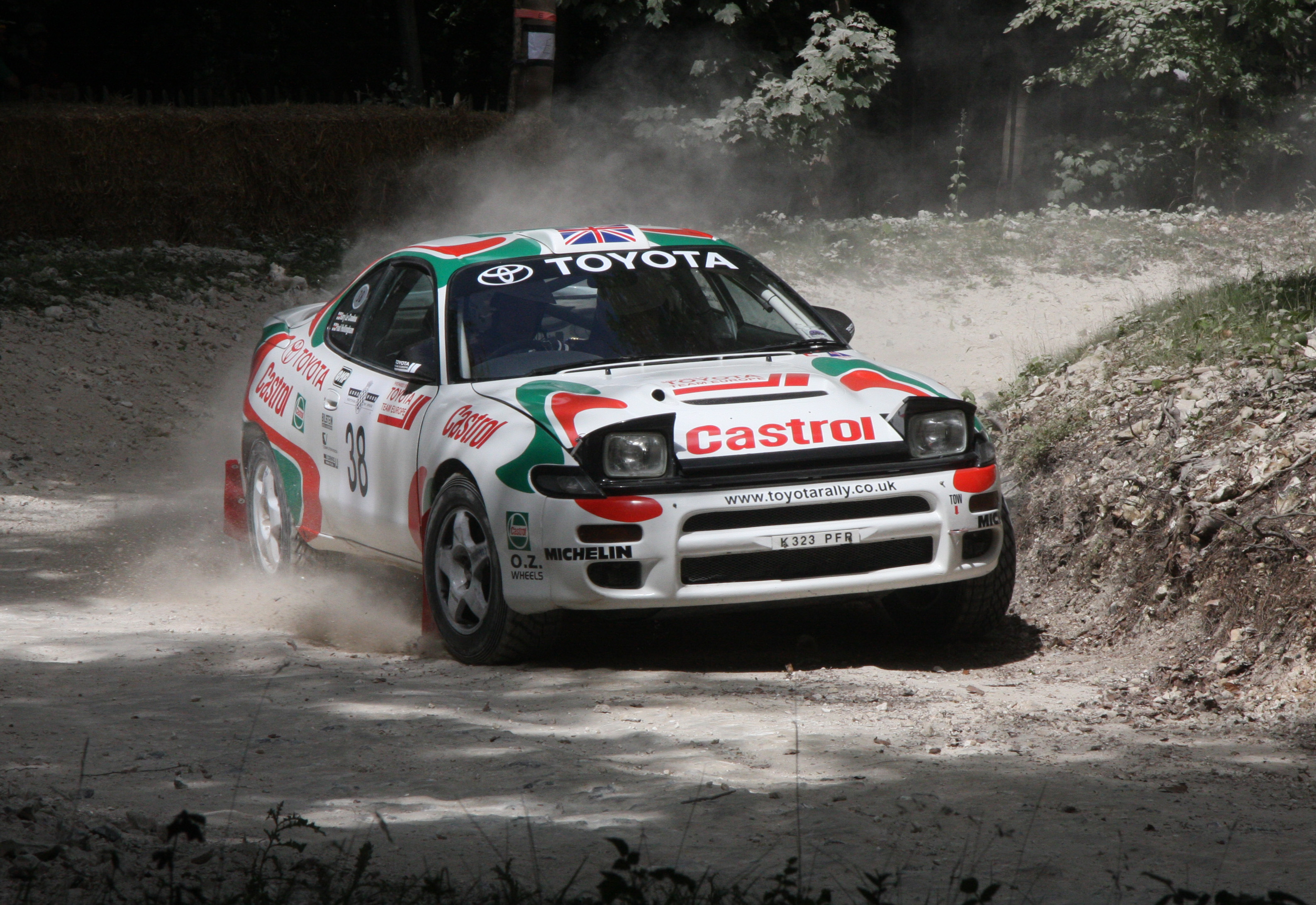
Toyota Celica ST185 oficial del Campeonato Mundial de Rally

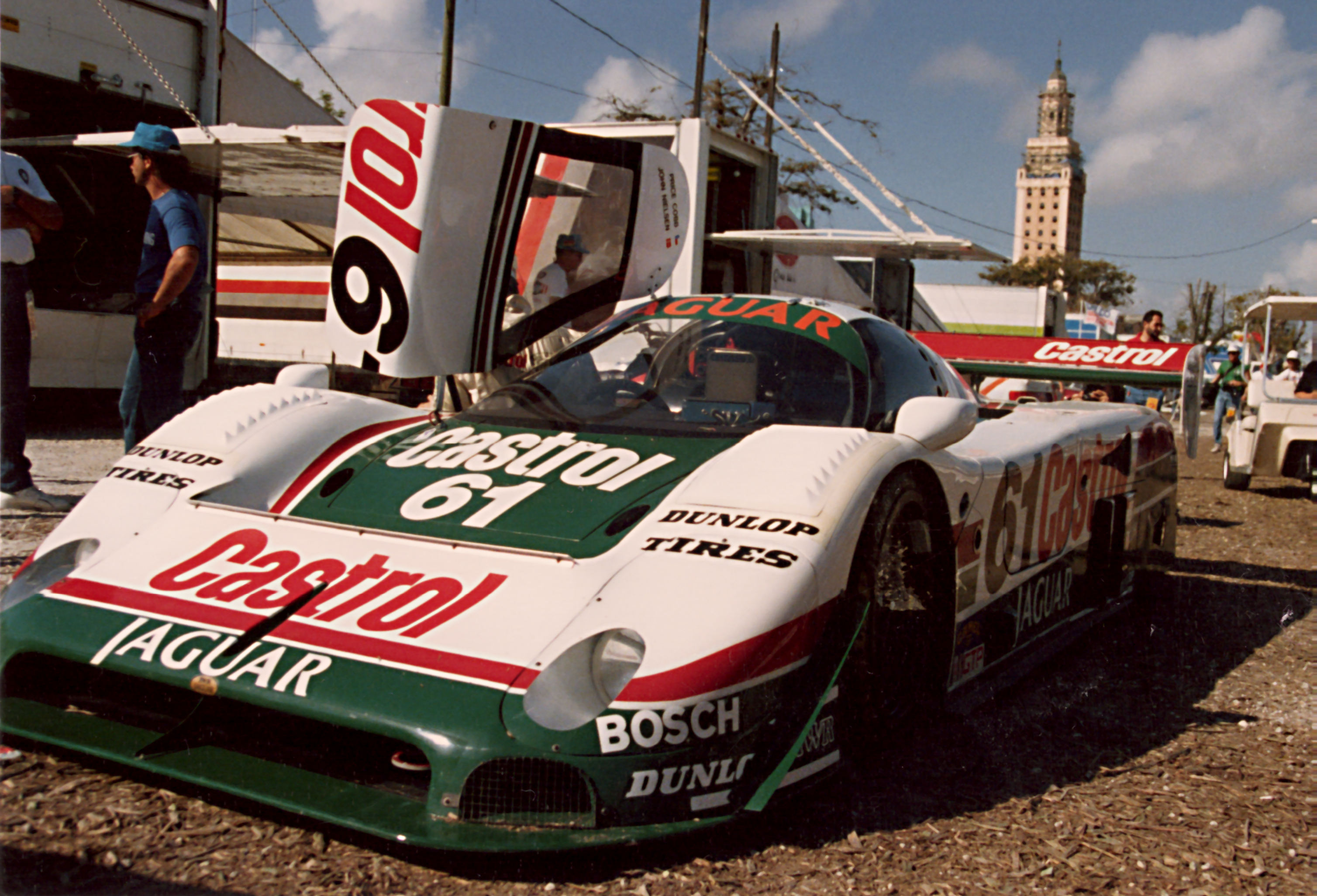
Jaguar XJR-9 oficial del Campeonato IMSA GT

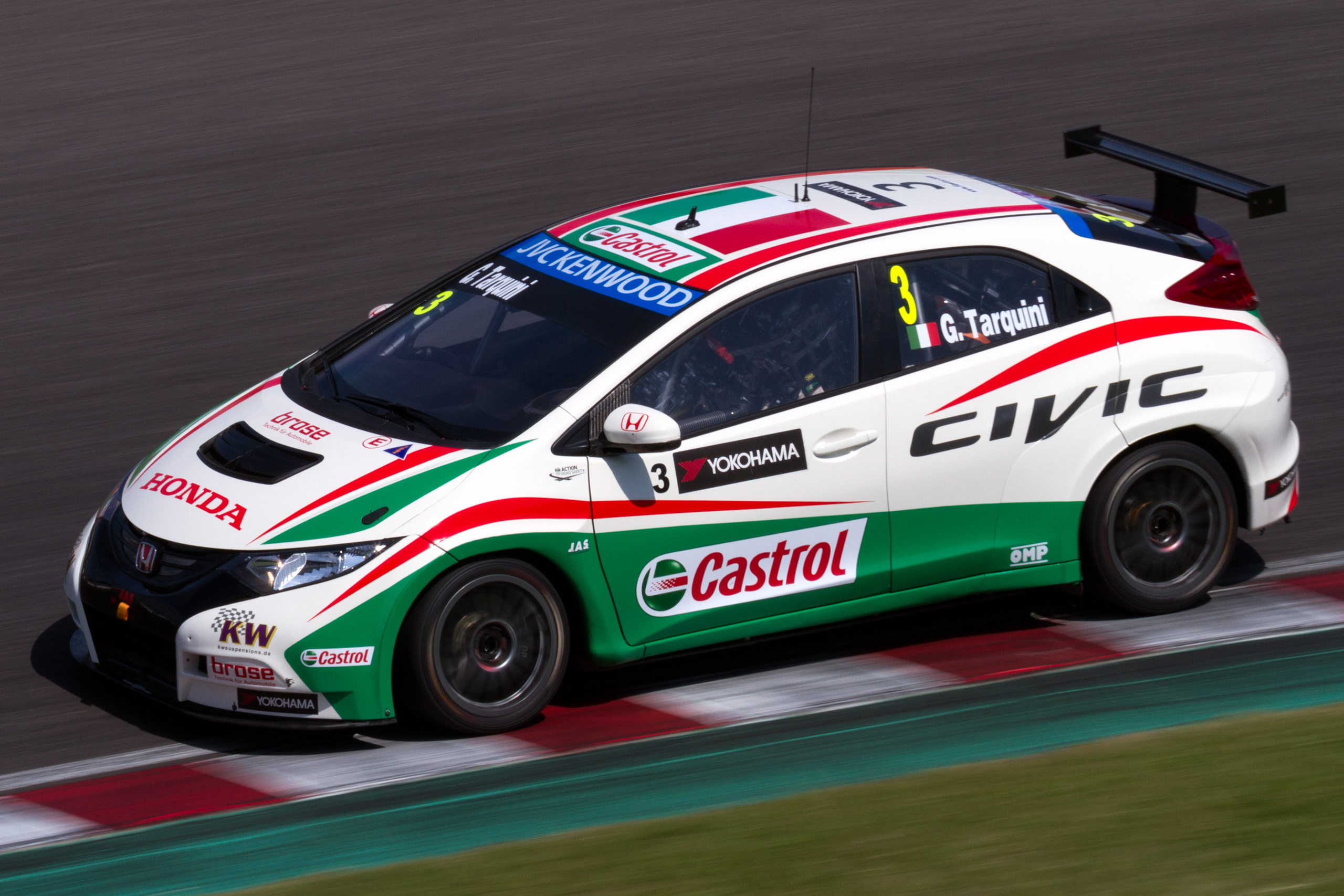
Honda Civic oficial del Campeonato Mundial de Turismos

La marca ha patrocinado a numerosos equipos de automovilismo y motociclismo a lo largo de la historia, siendo conocida por sus decoraciones en blanco, rojo y verde.
En Fórmula 1, ha patrocinado entre otros a McLaren (1979-1980), Williams (1997-2005), Lotus (1992-1993), Brabham (1983-1984) y Jaguar (2000-2004).A partir del 2017 patrocina a McLaren y a Renault ( en Fórmula 1) aunque el contrato es más fuerte el de Renault aparece más en el R.S.17 con el nombre de Castrol Edge .A partir de 2018 el contrato será igual el contrato  puesto que llevaran el mismo motor.
Castrol ha patrocinado al Ford World Rally Team y a M-Sport desde 2003, así como a los Ford GT del equipo oficial Chip Ganassi Racing desde 2016. Castrol ha patrocinado a Volkswagen Motorsport en el Rally Dakar y luego el Campeonato Mundial de Rally desde 2005. También ha patrocinado a Audi Sport en rally y turismos, más recientemente en sport prototipos desde 2011 hasta 2016. BMW Motorsport tuvo patrocinio de Castrol desde 1999 hasta 2014. Jaguar contó con patrocinio de Castrol en su programa de sport prototipos a fines de la década de 1980 y principios de la década de 1990.
En el Campeonato Japonés de Gran Turismos, Castrol patrocinó el Toyota Supra de Tom's y luego el Honda NSX de Mugen. Toyota Motorsport GmbH compitió en el Campeonato Mundial de Rally con Castrol desde 1993 hasta 1998, y Hyundai Motorsport hizo lo mismo desde 2000 hasta 2002. La marca ha patrocinado al equipo oficial Honda en el Campeonato Mundial de Turismos desde 2012.
En el V8 Supercars australiano, Castrol patrocinó a Perkins desde 1993 hasta 2005, Longhurst desde 1995 hasta 1999, Ford Performance Racing desde 2007 hasta 2009, y Paul Morris en 2010.
En la serie CART, All American Racers fue patrocinado por Castrol desde 1996 hasta 1999. En 2014, Castrol patrocinó a Bryan Herta Autosport en la IndyCar Series. En la National Hot Rod Association, Castrol patrocinó a John Force Racing desde 1987 hasta 2014. La marca patrocina a D.J. Kennington en la NASCAR Canada Series.
En el Campeonato de Europa de Carreras de Camiones patrocinó al equipo Team Hahn Racing entre 2012 y 2015. El equipo se denominó Castrol Team Hahn Racing y el camión que conducía Jochen Hahn estaba vinilado con los colores de la marca. Consiguieron dos campeonatos (2012 y 2013), un subcampeonato (2014) y un tercer puesto (2015).